# Инерциальный управляемый термоядерный синтез

Этапы сжатия мишени

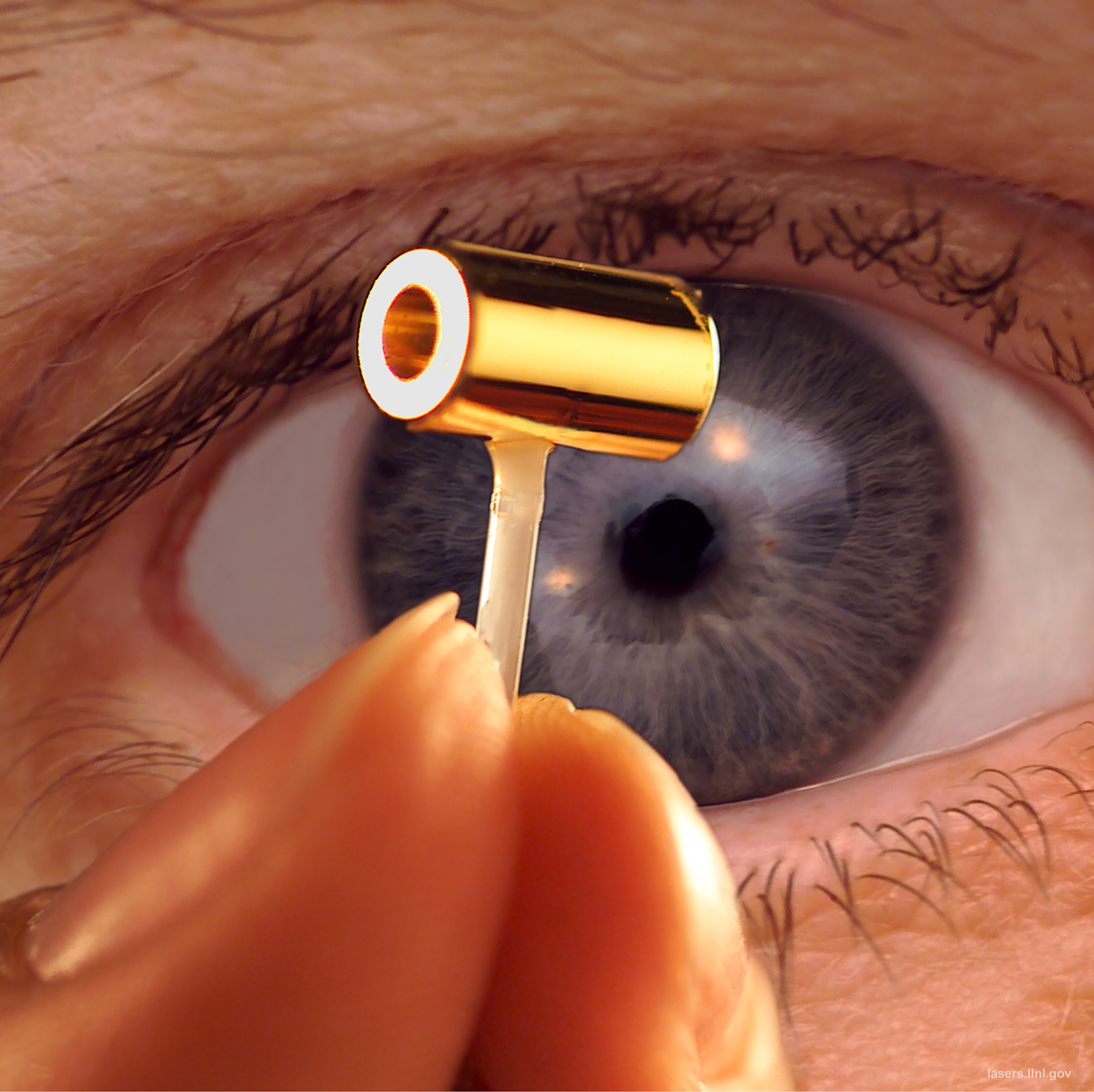
Золотой цилиндр, окружающий мишень с D-T смесью в экспериментах NIF.

Инерциальный управляемый термоядерный синтез — один из видов термоядерного синтеза, при котором возбужденное "резонансным "излучением  термоядерное топливо - вышедшее на заданную структуру плазмы удерживается собственными силами инерции. Идея заключается в быстром и равномерном нагреве термоядерного топлива, так, чтобы образовавшаяся плазма до разлёта успела прореагировать. Таким образом, при использовании данного принципа реактор будет импульсным.

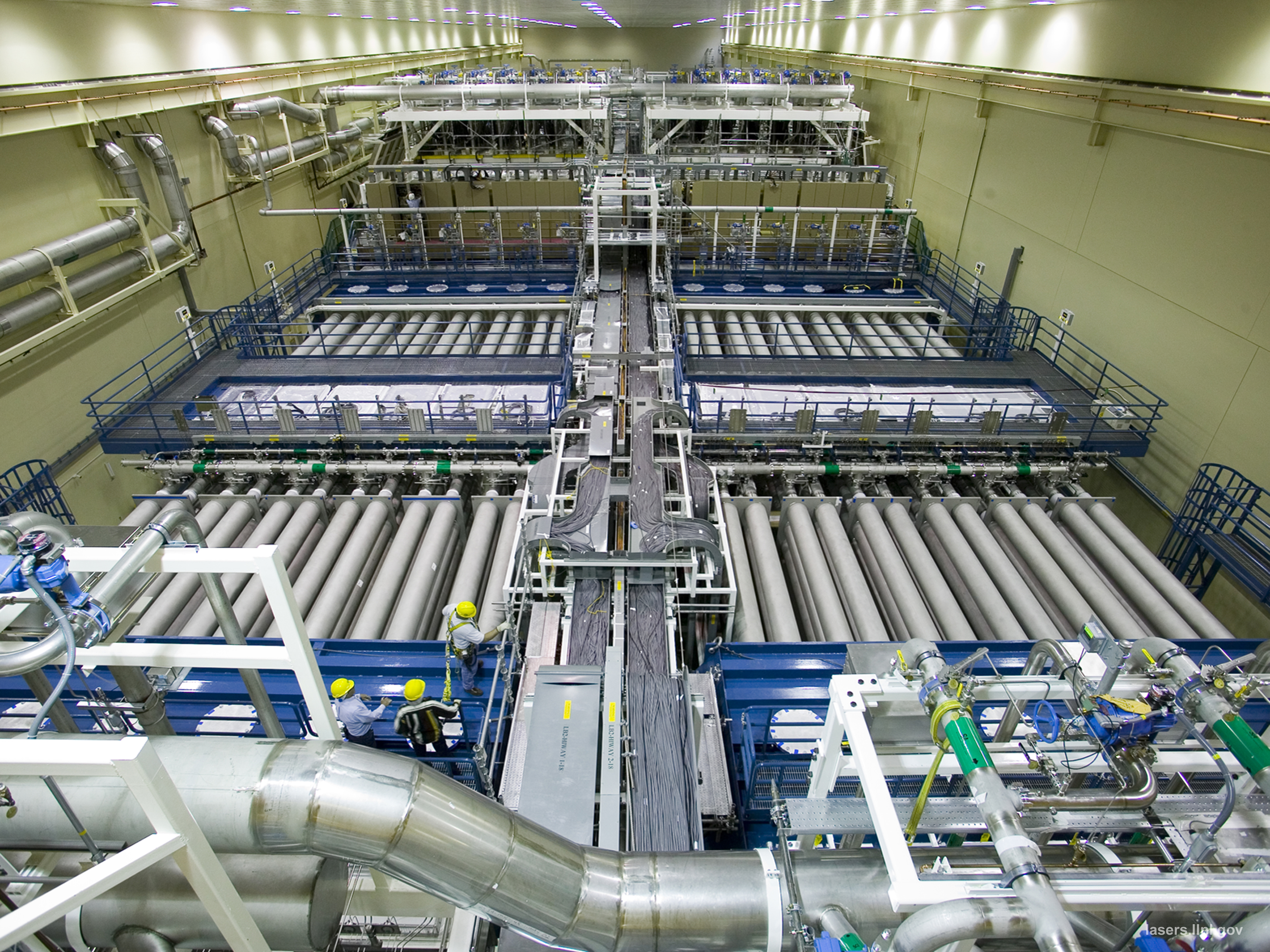
Один из лазерных ангаров NIF

Для D-T плазмы сжатой в 100 раз с температурой 108К и диаметром в 2 мм, время удержания соответствует 10−9 секунды, что создаёт значительную проблему мгновенности разогрева. Поэтому для разогрева используют различные высокомощные лазеры, в том числе лазеры сверхкоротких импульсов. Идея использования лазеров для этой цели была впервые высказана Н. Г. Басовым и О. Н. Крохиным в начале 1960-х годов.
Для увеличения плотности и времени удержания используется радиационная имплозия мишени, и прочие вторичные эффекты.
Для сжатия и нагрева мишени энергия передается через её поверхностные слои с помощью высокоэнергетических лазерных лучей, электронов и ионов, хотя по ряду причин почти все опытные установки по состоянию на 2017 год используют лазеры. Перегретый внешний слой взрывается наружу, создавая реактивную силу действующего на остатки мишени, сжимая её. Этот процесс должен создавать ударные волны, направленные внутрь мишени. Достаточно мощная серия ударных волн может сжать и нагреть топливо в центре так, что начнется термоядерная реакция.
Энергия, что высвобождается в результате такой реакции, способна нагревать окружающее топливо и, если температура будет достаточно высока, это также может начать термоядерную реакцию. Целью таких установок является возможность достичь термоядерного «горения», когда процесс высвобождения тепла вызывает звеньевую реакцию, затрагивающую значительную часть топлива. Обычный шарик топлива имеет размер булавочной головки и содержит около 10 миллиграммов топлива. На практике лишь незначительная часть этого топлива может быть задействована в термоядерной реакции, но если все это топливо будет использовано, это высвободит энергию, эквивалентную сгоранию барреля нефти.
Инерционный управляемый термоядерный синтез является одним из двух основных подходов в исследованиях термоядерной энергии, а второй — это магнитный управляемый термоядерный синтез.

## Проекты

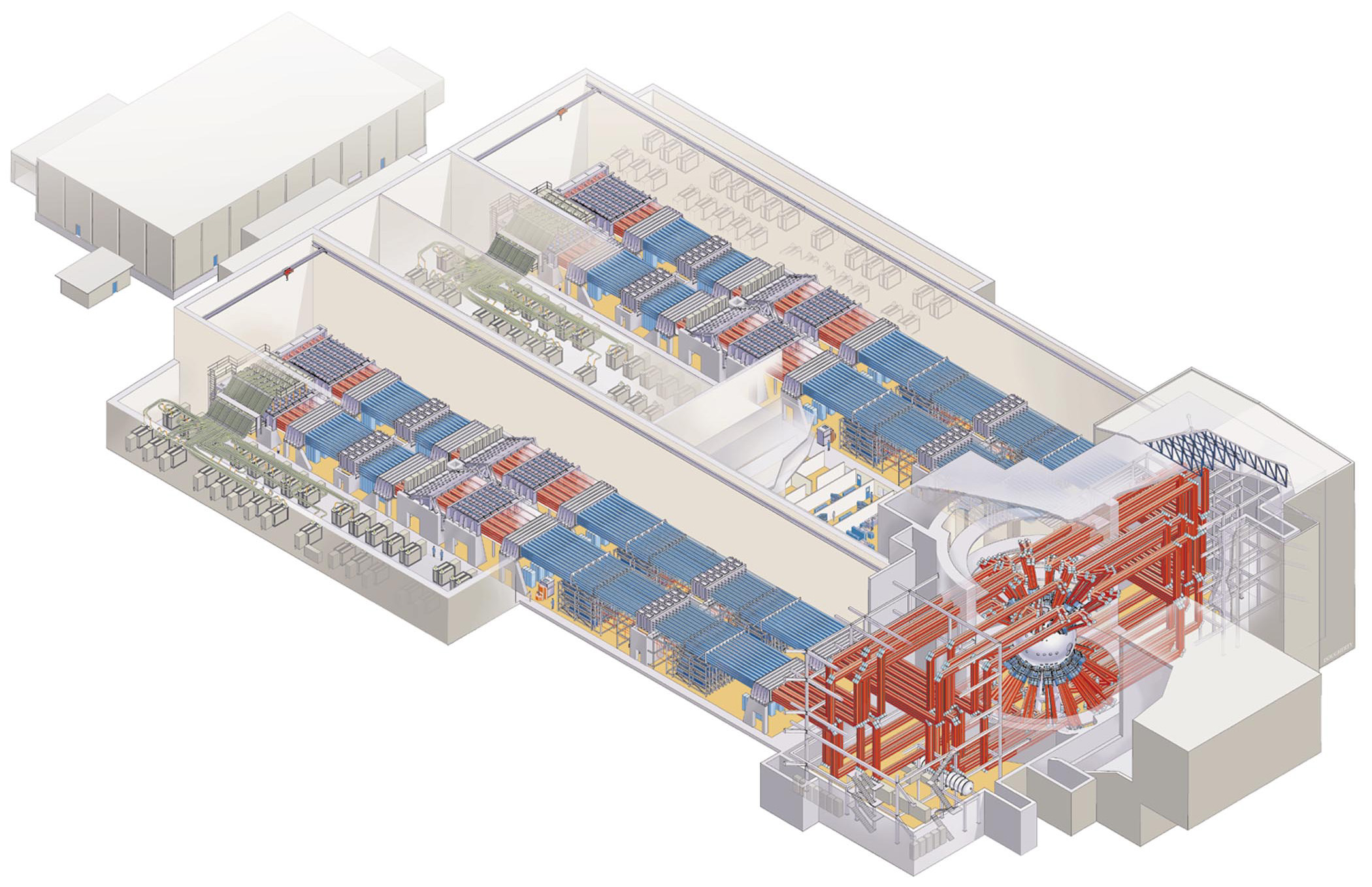
Схема здания NIF

В 2009 году в США, в рамках исследования инерциального термоядерного синтеза, произвели пробный запуск лазеров в национальном комплексе лазерных термоядерных реакций (NIF). В эксперименте на этой установке 5 декабря 2022 года ученые впервые в истории добились положительного выхода энергии в ходе реакции термоядерного синтеза, удалось получить около 3,15 мегаджоуля энергии, что превысило переданную лазерами в мишень энергию — 2,05 мегаджоуля. Энергии было получено даже больше, чем планировалось, что привело к повреждению диагностического оборудования и усложнило анализ результатов. В то же время речь идёт лишь о перевышении выделившейся энергии над энергией, непосредственно переданной в мишень; общее количество энергии, затраченной на питание 192 лазеров установки, составляет 322 МДж, то есть КПД установки в этом эксперименте — менее 1 %.
Термоядерный синтез также можно вызвать давлением электромагнитного излучения с помощью рентгеновской установки. Такие эксперименты в области управляемого термоядерного синтеза проводятся с помощью так называемой Z-машины в Сандийских национальных лабораториях. Первый прототип такой установки был создан в 1980 году, затем она модернизировалась.

### Учебная
- Физические процессы при сжатии лазерных мишеней : [учебное пособие] / Н. Г. Басов, В. Б. Розанов ; Московский инженерно-физический институт, [Факультет экспериментальной и теоретической физики]. — Москва : МИФИ, 1986 (1987). — 77, [2] с. : ил.
- Физические процессы на стадии термоядерного горения : [учебное пособие] / Н. Г. Басов, В. Б. Розанов ; Московский инженерно-физический институт, [Факультет экспериментальной и теоретической физики]. — Москва : МИФИ, 1986. — 23, [1] с.

### Научно-популярные
- Лазерный «ключ» к термоядерной энергии / С. Ю. Гуськов, В. Б. Розанов. — Москва : Знание, 1986. — 61,[2] с. : ил., табл.; 20 см. — (Новое в жизни, науке, технике. Физика : подписная научно-популярная серия; 4/1986).
- Физика лазерного термоядерного синтеза / Н. Г. Басов, И. Г. Лебо, В. Б. Розанов. — Москва : Знание, 1988. — 172, [2] с., [4] л. ил. : ил.; 21 см. — (Народный ун-т. Естественно-научный факультет).; ISBN 5-07-000011-X
- Васильев С. Энергия на длинную дистанцию // Наука и жизнь. — 2023. — № 10. — С. 21—36.